# 美国国家公路交通安全管理局
美国国家公路交通安全管理局（NHTSA, National Highway Traffic Safety Administration），是美国运输部下的一个执行机构，成立於美國華盛頓特區，其宗旨是“保护生命、防止伤害，减少车辆撞击（Save lives, prevent injuries, reduce vehicle-related crashes）”。
NHTSA的工作包括編寫和執行機動車輛相關的安全性、防盜、燃油經濟標準相關標準，關於燃油經濟業務是依照統合平均燃料效能標準（Corporate Average Fuel Economy, CAFE）來制定。汽車製造商和進口商的授權也是由NHTSA發放，管理允許或攔截進口車輛、汽車安全性零件，也掌管車輛識別號碼，開發用於安全測試的仿真人偶，和進行安全測試。NHTSA的業務中還包括提供車輛保費相關訊息。此單位聲明他們有最高的溫室氣體排放管理權限，但這項聲明引起加州空氣資源局（California Air Resources Board）等相關管理單位的反彈爭議。
其他NHTSA的主要工作是製作和更新相關資料，此為統計分析部門（National Center for Statistics and Analysis）的工作。其中的事故報告分析系統（Fatality Analysis Reporting System, or FARS）的分析數據，廣被全世界相關研究所引用。

## 歷史
1940年，美國制定汽車設計法規規範封閉式大燈，在當時封閉式大燈已經發明，並成為當時重要的安全問題。在之後的40年，此法規幾乎沒有變動，並成為未來制定汽車安全法規的範例。
1958年，聯合國設立世界車輛法規協調論壇（World Forum for Harmonization of Vehicle Regulations），其最終頒布事項會成為聯合國歐洲經濟委員會或歐洲經濟委員會規章，成為車輛設計、結構和安全性的依據。美國當時拒絕加入這個論壇或接受相關安全性規章。然而符合歐洲經濟委員會規章的車輛仍然可以合法進口至美國。
1965年和1966年，在社會大眾對車輛安全性要求的壓力逐漸升高，拉爾夫·納德（Ralph Nader）律師在此時出版了《任何速度都不安全》（Unsafe at Any Speed）一書，美國國家科學院也出版了Accidental Death and Disability - The Neglected Disease of Modern Society。
1966年美國國會舉行了一系列關於公路安全的聽證會，並通過立法，強制汽車安裝安全帶，接著頒布美國國會法案89-563，美國國會法案89-564和美國國會法案89-670，促使美国交通运输部成立，成立日期是1966年10月15日，這幾項法律也促使了國家交通安全局、國家公路安全局和國家公路事務處等其他機構的成立，最後這些機構合併為美國國家公路交通安全管理局。美國聯邦機動車安全標準一旦通過，僅符合歐洲經濟委員會規章的機動車，將不可進口至美國。
1970年，美國國家公路交通安全管理局依公路安全法案成立。1972年，汽車資訊和成本節約法案，使NHTSA的業務層面擴及消費者資訊的議題。
自此，機動車輛在保護乘客的安全性較以往大為提高。美國公路的死亡人數約為每年4萬人，低於1960年代每英哩的死亡人數。
NHTSA對汽車的安全性，已進行過數起高標準的調查，包括了奧迪5000/60事件和福特Explorer的翻車問題。
在美國，NHTSA提出一項提案，自2012年起，所有的載客用汽車需安裝电子稳定程序。此技術於1997年於瑞典進行麋鹿测试後，普遍受到重視。
在NHTSA和道路安全保險協會的努力下，今日的消費者有更多的汽車安全資訊。

## 監管比較
1960年代中期，美國車輛安全監理的架構被建立起來時，美國的汽車市場仍然處於寡頭壟斷，通用汽車公司、福特汽車和克萊斯勒汽車公司三家控制了美國85%的市場。不論以每千輛汽車的交通死亡事故或每1億英哩的交通事亡事故來計算，當時美國的交通安全都優於其他國家。
美國聯邦機動車安全標準包含在美國聯邦規則中的第49條571項，又被稱為49CFR571，後面再加上FMVSS（美國聯邦機動車安全標準的縮寫），例如49CFR571.301 — 出自FMVSS 301。在美國聯邦規則中也包含了一聯邦機動車安全標準。舉例來說，49CFR564中包括了各種可用的大燈種類。1967年3月1日，FMVSS 209為了第一個通過變成標準的法規。
雖然歐洲自1958年依歐洲經濟委員會規章開始統一系統，此規章也被北美以外的國家所接受，但美國並不直接移植此規章。和歐洲經濟委員會規章相較之下，美國的監理有不同的理念、內容、重點和實施規章。符合歐洲經濟委員會規章的汽車輛雖然可以在世界各地銷售，但是如不符合美國的監理規定，在美國銷售即為違法。
儘管美國汽車市場可見世界知名的汽車品牌，實施後的美國安全監管條例也影響了進口美國的車輛，但寡頭壟斷的情形仍然繼續存在。美國車輛設備和製造法規幾乎是建立在美國自動車工程學會標準的基礎上，而這些標準又幾乎是由美國的汽車製造商來訂立的。
這樣的結果不論是基於監管理念和汽車安全，或是為了限制歐洲經濟委員會下的汽車進口，自1960年代以來至2002來美國汽車安全領先的地位，已慢慢趨緩，每千輛汽車的死亡事故改善百分比，美國為第16名（前15名為澳大利亞、奧地利、加拿大、丹麥、芬蘭、德國、英國、冰島、日本、盧森堡、荷蘭、紐西蘭、挪威、瑞典、瑞士）。每1億英哩的死亡事故數，美國由第一名掉到第十名。除了加拿大之外，所有國家為了達到更安全的目的，會要求或允許車輛設計符合歐洲經濟委員會規章，而不是僅接受美國的監管規章。
在一本由前通用汽車安全研究員李奧納多．伊凡斯（Leonard Evans）2004年出版的書中提到，官方資料顯示在達成安全目標上，其他國家較美國的表現優異：
|          | 1979 死亡數 | 2002年死亡數 | 變化百分比 |
| -------- | ----------- | ------------ | ---------- |
| 美國     | 51,093      | 42,815       | -16.2      |
| 英國     | 6,352       | 3,431        | -46.0%     |
| 加拿大   | 5,863       | 2,936        | -49.9%     |
| 澳大利亞 | 3,508       | 1,715        | -51.1%     |

在大型汽車使用的趨勢研究指出，美國在小貨車和SUV的使用上和其他國家有顯著差異。美國運輸研究委員會在2003年發表的研究中發現，SUV和小貨車的安全性較一般載客汽車的安全性差，進口的品牌比美國的品牌安全，且汽車的重量和大小對安全性而言，明顯只有較小的影響，引擎的品質影響則較大。直接拿美國過去的資料和現今比較，其結果可能失真，自1960年代以來大型商用卡車的數量大大地增加，而美國公路的公路能力卻跟不上大型商用車的成長速度。然而其他因素所產生的影響也很大，總合其他因素，加拿大的公路死亡率和受傷率較低。不過，廣泛使用卡車改裝的客運汽車，和公路死亡、受傷的相關性，不只和汽車的安全性有關，還間接關聯節低成本燃料。因為燃油的價格上升，機動車死亡事故人數減少。過去25年，NHTSA發布過一些新規定，大部分的機動車死亡事故，在 20世紀最後三分之一的時間明顯降低，這歸功四NHTSA於1986年-1994年的安全標準，和隨之而來的汽車製造商自願改良耐撞程度。
NHTSA的法規重點和協定影響了經濟和美國汽車市場中的選擇機制，由灰色市場可看出端倪。

### 灰色市場
美國阻止符合歐洲經濟委員會規章卻不符合美國安全規章的車輛進口，因為某些特定車型無法在美國上市，灰色市場慢慢在1970年代末期出現，它所帶來的轉變是車商配合法律生產的汽車，僅在海外銷售。灰色市場的成功，吞食了賓士在北美的市場，為了挽回優勢，1988年他們說服國會去消弭這種使用者行為，即使沒有任何証據証明灰色市場的機動車較依美國規定打造的車不安全。最後，非美國機動車無法繼續以個人進口為由進口到美國。但還是存在少數的例外，因為加拿大汽車的安全規定和美國的規定相近，所以這些汽車可以以展市和研究為目的，暫時性地進口到美國。
1998年NHTSA將25年車齡的限制由規定中廢止，這些車輛被設定為收藏車。然而那些因安全為由，被禁止輸入國的新車，在其他市場上統計顯示其發生相關死亡事故的機率偏低，因此而有NHTSA的法規其實是為了保護美國的汽車製作商和在美國有業務的外國品牌。有人暗示NHTSA的占領市場優先於汽車安全的作法，明顯是關稅和地方法律保護所致。
NHTSA法規的市場控制例子，可見1974年限制雪鐵龍SM一例，這款汽車在當時被車評家評為最安全的汽車。NHTSA以SM的高性能、低眩光、可調式大燈（非美國規定的封閉式設計）為由，拒絕此款汽車進口。
灰色市場每年只有數千輛頂級汽車，對美國市場的影響微乎其微。

### 意外結果
NHTSA 一些標準規定引發了意外的結果，特別是NHTSA早期的規定。在1960年到、1970年代和1980年代早期，大多數的美國人沒有使用安全帶的習慣，估計這項規定減少45%因撞擊致死的事故。NHTSA試圖推動有閃光蜂鳴器的安全帶，如果安全帶沒有由固定器中被拉出，蜂鳴器就會響起。但是安全帶的使用率並沒有因此而增加，NHTSA獨裁式的回應說1974年開始上市的新車，若不加裝安全氣囊，可以選擇一種安全帶和點火裝置合併的系統，如果前座乘客未繫上安全帶，將無法發動車子。此舉引起社會嘩然，國會迫使NHTSA廢止此標準。大家開始討論安全氣囊是否能完全替代安全帶，而不是只是附加條件的議題，此時通用汽車在1947年和1977年賣出了少量附有兩個前座安全氣囊，而沒有安全帶的車子。直到1990年代，美國這項有爭議的規定並沒有被採用。
名義上每個安全性物件或NHTSA委託安裝在機動車上的系統有嚴格的成本效益比需求。也就是說這些物件或系統一定要比支出更省錢，或是其支出不超過保護一條生命的支出，或沒有合法的授權。這些需求受到估算成本和估算效益操縱，變成任何標準變成合理或拒絕的理由。FMVSS #208有效地指示所有美國的車輛皆要安裝前座安全氣囊，因為法規的要求，使用其他的技術就不符合法規。即使使用保守的成本數據和樂觀的效益數據，安全氣囊的成本-效益比還是非常極端，且可能會向下衝擊代理者安全設備的成本效益需求 ,。然而，當HID大燈上市，NHTSA並沒有做出自動光束水平調整或透鏡清潔設備變動的要求，也是因為成本效益的限制因素。
全球第一個為人熟知的高效能的鹵素燈泡是H1和H3，於1962和年1964年在歐洲出現，然後很快地變成全球通用標準，但是美國直到1997年才通過允許使用鹵素燈泡。同樣，當雙燈絲高/低光束鹵素燈泡出現後，高表現度設計的H4，於1971年在歐洲上市，並很快地成為全國標準，但是在美國，這種燈泡直到1992年才合法。在美國，很顯然地其他照明相關技術為了遵守 NHTSA成本效益規定而開發遲滯，舉例來說，幾乎全世界所有國家最慢在1970年初期，就發展出黃色方向燈，容易和剎車燈作出區別，但是在美國，車輛的方向燈和剎車燈都是紅色，就是因為成本效益法規的緣故。

## 規章
NHTSA也管理統合平均燃料效能標準（CAFE），藉由這項標準促使汽車製造商開發節能汽車， CAFE可能是推動SUV爆炸性需求的因素之一，SUV在CAFE的規定下被歸類為輕型卡車，所以不用面對規範「汽車」的嚴格條件。許多北美以外的國家透過高燃料稅和/或引擎大小或將燃料經濟計入汽車登記稅中，來監管燃料經濟，這樣的做法被指稱缺乏政治可行性，並且會傷害美國的汽車工業.。另一個CAFE的假想問題是燃料經濟和汽車重量呈負相關 - 越輕的車，燃料經濟較佳 - 但是汽車重量和安全性呈正相關 - 越大、重的汽車，保護乘客的效能較佳。所以NHTSA必定要同時監管這兩個互相矛盾的問題。然而美國運輸研究委員會研究顯示汽車的安全性不等同價格差異，而汽車品質也不單單只是汽車大小、重量的差別而已。有其他的研究員則認為降低汽車的重量和增加燃油經濟的關係並非完全一致。

## 空氣動力學帶來的改變
汽車製造商面臨了來自NHTSA嚴格的車燈法案和統合平均燃料效能標準的內部衝突。車燈法案讓美國汽車的車燈製造技術停滯在1940年代的程度，而統合平均燃料效能標準監督製造商的開發技術是否符合空氣品質的標準。1980年代，汽車製造商遊說議員修改封閉式大燈的規定。NHTSA接受了福特的低成本空氣動力大燈、聚碳酸酯鏡以及橫向燈絲燈泡提案。1984年出廠的車中，以福特展示的Lincoln Mark VII為例，這輛車自1939年起在美國市場銷售，此次出廠改用空氣動力燈設計，造型設計採用建築物燈元素。當這些組合式大燈在美國市場新登場後很快地普及，但是在美國被稱作是歐式大燈，因為這種大燈早已在歐洲使用多年。
為了讓設計師們能更自由地進行創新設計，允許使用最低性能和最低耐久度的材料。

## 新車安全評鑑

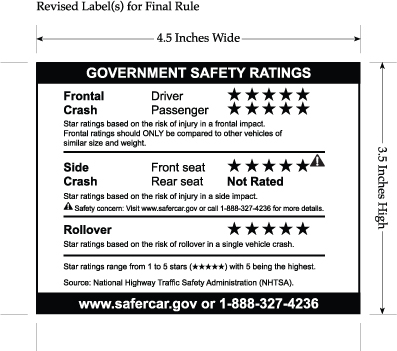
消費者資訊標籤

1979年，NHTSA回應1972年的「機動車資訊和成本節約行動」的第二章，成立了新車安全評鑑計畫，用以鼓勵汽車製造商打造更安全的汽車，並鼓勵消費者購買安全的汽車。自此之後，此部門為了進一步推薦此計畫，又加入了評分機制，以方便取得測試結果，也加以審核資訊格式，使消費者易於閱讀。NHTSA宣稱，受到此計畫的影響，製造商為了得到更高的評比，改善了汽車製造。
NHTSA以聯邦機動車安全標準208為基礎，建立了一個正面撞擊測試，正面4評鑑測試為56 公里/小時（35mph），而非FMVSS第208號所要求的48公里/小時（30mph）。
近來，為了更推進安全評鑑評比結果，促使《交通安全、責任、張單和效率法案：使用者權利》（簡稱SAFETEA–LU）這項法案通過，該部門發布一項「最後規則」的聲明，要求製造商將評比的星等，標在價格貼紙上。此規定於2007年9月1日實施。

## 行政
2007年管理局有815百萬美金的年度預算，其中以駕駛安全所分配的預算最多，其次為汽車，其他像是機動車燃料經濟僅占小部分。

## 外部連結
- 美國國家公路交通安全管理局網站 （页面存档备份，存于）
- Regulations regarding vehicle importation into the US （页面存档备份，存于）
- 聯邦機動車安全標準 （FMVSS）:
  - Definitions （页面存档备份，存于）.
- US Appeals Court Orders New Fuel Economy Standards （页面存档备份，存于）.
- ECE 機動車安全法規 （页面存档备份，存于）